# Place du Vieux-Marché
Ne doit pas être confondue avec la place du Jeu de Balle située à Bruxelles, qui est connue des Bruxellois comme la place du Vieux Marché.
La place du Vieux-Marché est une place historique de la rive droite de la commune française de Rouen.

## Situation et accès
Les voies la desservant sont les rues de la Pie, du Vieux-Palais, de Crosne, Cauchoise et du Gros-Horloge, ainsi qu'une voie de la place de la Pucelle.
On y trouve un parking souterrain ainsi qu'une station Lovélo.

## Origine du nom
Le nom de la place fait référence à un marché qui s'y tenait originellement.

## Historique
On y trouve plusieurs maisons à pans de bois et/ou à encorbellement, dont une grande partie n'est en fait constituée que de façades anciennes remontées à cet endroit. 
Elle abritait l'ancienne église Saint-Sauveur, détruite pendant la Terreur, en 1794-1795, mais dont les substructions ont été dégagées lors de la rénovation de la place et sont visibles sur le côté sud de l'actuelle église Sainte-Jeanne d'Arc.
Les parents de Pierre Corneille étaient inhumés dans cette église.
La renommée de la place est liée au supplice de Jeanne d'Arc qui y fut brûlée vive le 30 mai 1431. Le lieu des exécutions publiques avec le pilori et le mur pare-feu pour les bûchers a été exhumé en même temps que les fondations de l'église Saint-Sauveur, lors des fouilles effectuées de 1970 à 1976.
Pendant le Second Empire, deux halles sont édifiées sur la place, dont elles firent un actif centre commercial. À partir de la même époque, et dans un registre différent, le souvenir et le culte de Jeanne d'Arc se font plus prégnants et, avec eux, le souci de valoriser le lieu de son martyre.
Une croix a été dressée à côté de l'emplacement du bûcher, comme il avait été stipulé lors du procès d'annulation (dit « de réhabilitation ») en 1456. Cette croix a valeur de monument national d'hommage à Jeanne d'Arc, érigé conformément à la loi du 10 juillet 1920 instituant une fête nationale de Jeanne d'Arc, dont l'article 3 précise : « Il sera élevé en l'honneur de Jeanne d'Arc, sur la place de Rouen, où elle a été brûlée vive, un monument avec une inscription : À Jeanne d'Arc LE PEUPLE FRANÇAIS RECONNAISSANT. »
La statue de Jeanne au bûcher (1927) est due à Maxime Real del Sarte.
En 1928-1929 est construite une reconstitution de la halle de la boucherie, due à l'architecte Edmond Lair.
En 1935, Lucien Dorin, propriétaire du restaurant gastronomique La Couronne situé au 31, place du Vieux-Marché, est à l'origine de la fête du ventre permettant de mettre en avant « le patrimoine des saveurs locales ainsi que le savoir-faire gastronomique normand ».
L'aspect actuel de cette place résulte des travaux de réaménagement effectués à l'initiative de la municipalité dans les années 1970 avec trois objectifs :
- homogénéiser l'aspect général de la place après les dégâts de la Seconde Guerre mondiale en comblant les vides par le remontage de façades anciennes à pans de bois ;
- construire la nouvelle église Sainte Jeanne d'Arc, devant remplacer, en tant qu'église paroissiale, l'ancienne église Saint-Vincent, jadis située au bas de la rue Jeanne d'Arc et détruite par un bombardement en 1944.
- réaménager les halles à la suite du transfert du marché de gros au Marché d'Intérêt National (MIN), à la périphérie de Rouen, en 1969[4].

Cette église Sainte-Jeanne d'Arc y fut édifiée à la fin des années 1970 sur les plans de l'architecte Louis Arretche, suivant une architecture audacieuse et contestée, conçue pour permettre d'admirer les treize vitraux, préservés pendant la guerre, du chœur de l'ancienne église Saint-Vincent (XVIe siècle).  
Son aspect évoque à la fois un bateau viking et un poisson. Elle fut inaugurée le 27 mai 1979 par Valéry Giscard d'Estaing, président de la République.

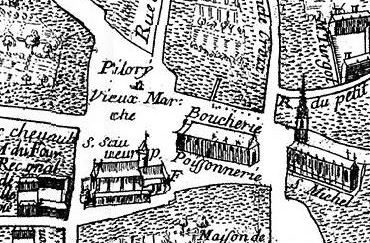
La place du Vieux-Marché dessinée par Gomboust en 1655.

Jusqu'en 2012, un musée Jeanne-d'Arc situé au sud de la place, près de « la plus vieille auberge de France », y a retracé sa vie. La place fut d'ailleurs vouée aux exécutions capitales jusqu'en 1836.
Les anciennes halles métalliques et la halle de la boucherie ont été démolies en 1973. Un petit marché fonctionne toujours sous la halle reconstruite, dotée de charpentes en épis couverts d'ardoises comme l'église attenante et qui évoquent les vagues de l'océan.
Jusqu'en 1944 s'y trouvait au no 23 le Théâtre-Français, bombardé et remplacé en 1960 par des immeubles modernes dotés de façades en colombage du XVIIe siècle.

## Bâtiments remarquables et lieux de mémoire
Au no 8, hôtel Turgot.
Au no 31, le restaurant La Couronne.

## Galerie photographique

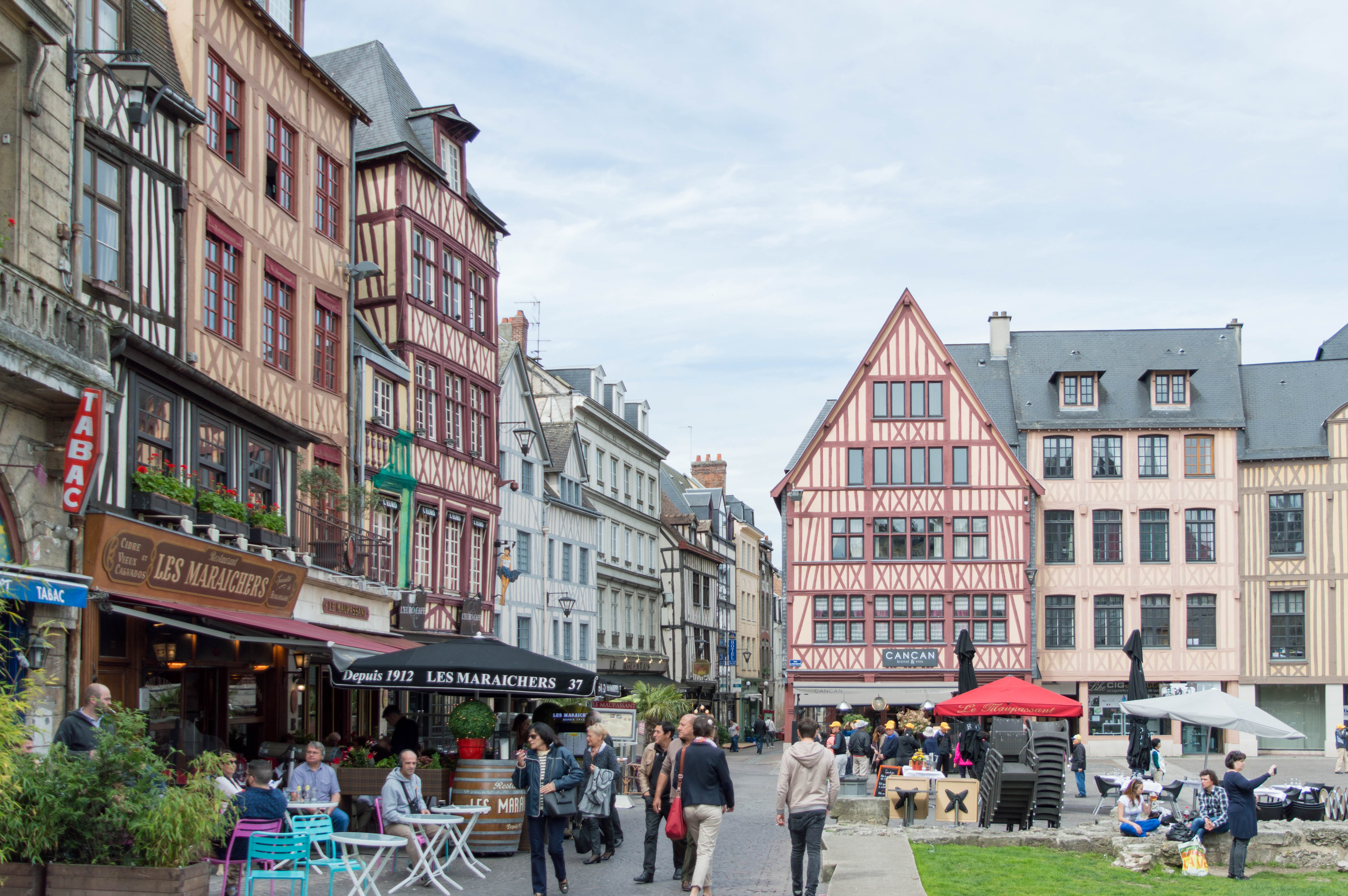
Vue d'une partie de la place.
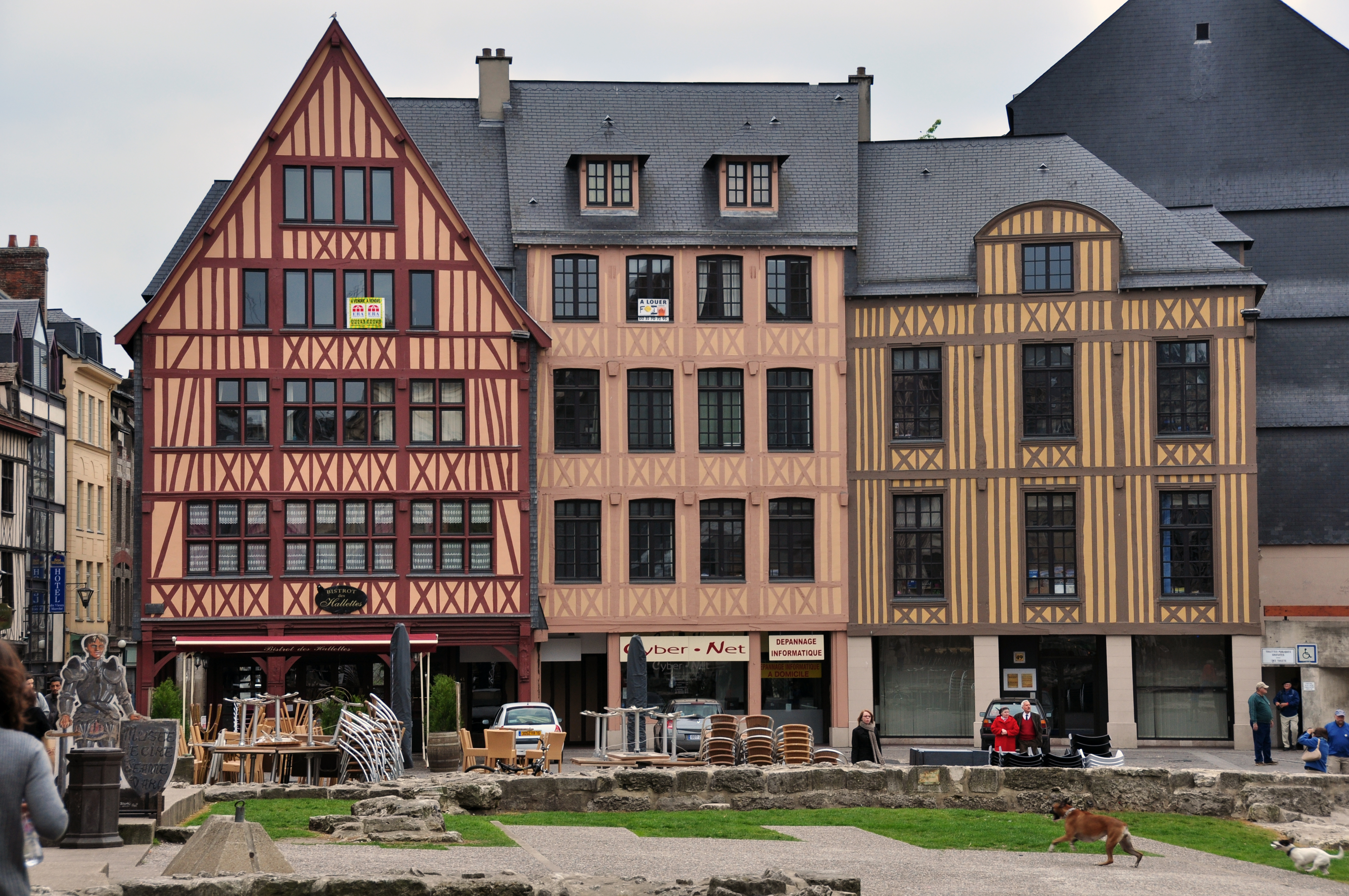
Vue d'immeubles situés sur la place.
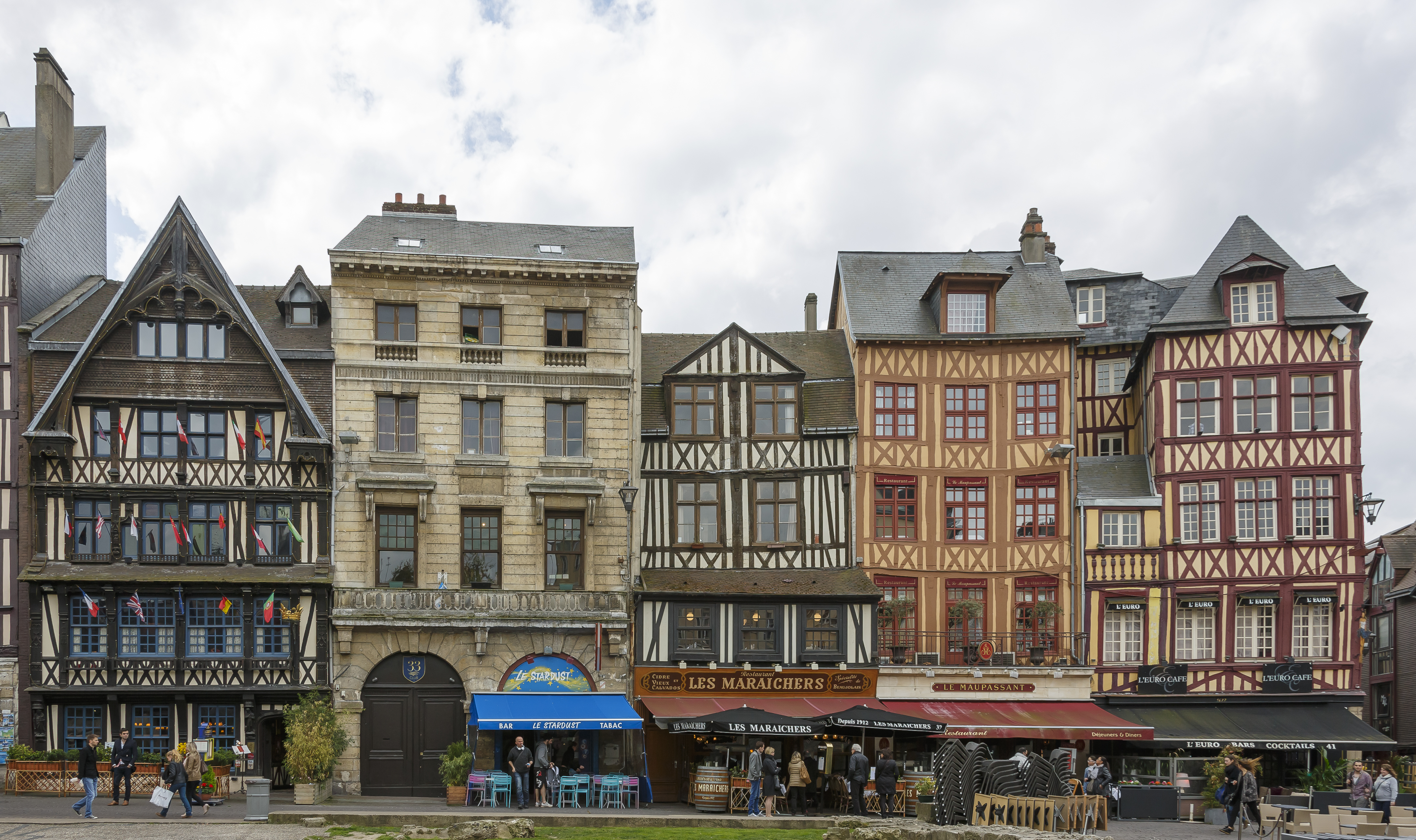
Vue d'immeubles situés sur la place.
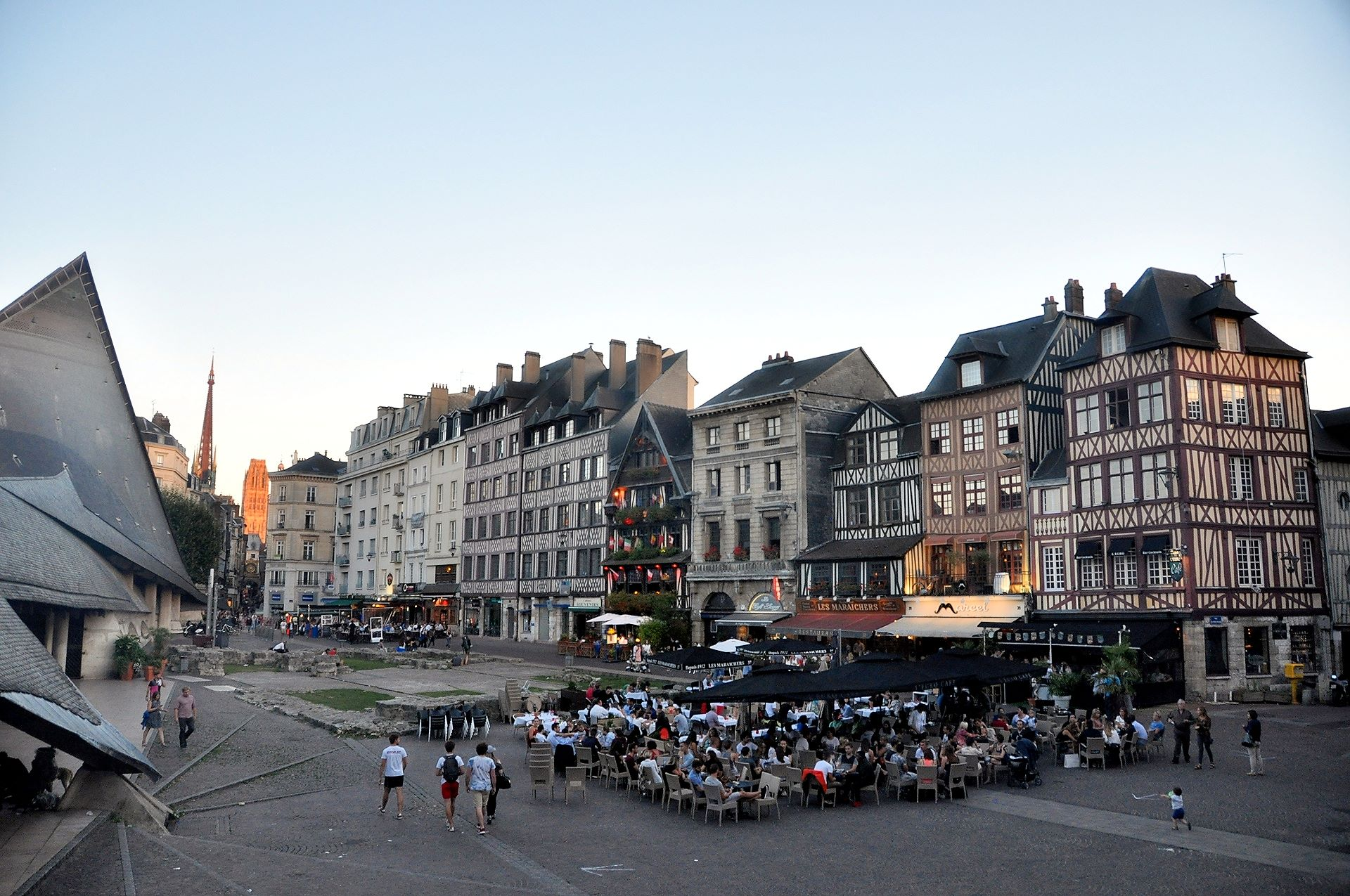
La place, vue côté sud.